# Amblyctis terminatus
Amblyctis terminatus is een keversoort uit de familie zwamspartelkevers (Melandryidae). De wetenschappelijke naam van de soort werd in 1882 gepubliceerd door Francis Polkinghorne Pascoe.